# Pinos (Zacatecas)
Pinos ist ein Ort mit ca. 6.500 Einwohnern und der Hauptort einer aus mehreren Dörfern und Haziendas bestehenden Gemeinde (municipio) von etwa 80.000 Einwohnern im mexikanischen Bundesstaat Zacatecas. Der historische Kern der Kleinstadt gehört seit dem Jahr 2010 zum UNESCO-Weltkulturerbe des Camino Real de Tierra Adentro. Im Jahr 2012 wurde Pinos in die Liste der Pueblos Mágicos aufgenommen.

## Lage und Klima
Die Stadt Pinos liegt im Südosten des Bundesstaats Zacatecas ca. 500 km (Fahrtstrecke) nordwestlich von Mexiko-Stadt in einer mittleren Höhe von ca. 2475 m; die Stadt Zacatecas befindet sich ca. 140 km in nordwestlicher Richtung. Das Klima ist warm; Regen (ca. 480 mm/Jahr) fällt ganz überwiegend im Sommerhalbjahr.

## Bevölkerungsentwicklung
| Jahr      | 2000  | 2005  | 2010  |
| Einwohner | 4.597 | 5.106 | 5.611 |

Der leichte aber stetige Bevölkerungszuwachs beruht im Wesentlichen auf der immer noch anhaltenden Zuwanderung von Familien aus den Dörfern der Umgebung.

## Wirtschaft
Bis ins 19. Jahrhundert hinein wurden in der Umgebung des Ortes Erze abgebaut; andere Siedler gründeten große Haziendas. Die Viehzucht (Rinder, Schafe, Ziegen, Schweine) spielt die wichtigste Rolle im Leben der Gemeinde; daneben sind auch der Anbau von Getreide (Mais, Weizen, Gerste) und der Obst- und Gemüseanbau (Bohnen, Chilis, Tomaten, Kaktusfeigen, Pfirsiche, Birnen, Feigen etc.) von Bedeutung. In der Stadt selbst haben sich Kleinhändler, Handwerker und Dienstleister aller Art angesiedelt.

## Geschichte
Vor der Ankunft der Spanier gehörte die Gegend zum Siedlungsgebiet des kriegerischen Stammes der Guachichilen, einer Untergruppe der Chichimeken. Der im Jahr 1594 unter dem Namen Real de Nuestra Señora de la Purísima Concepción de Cuzco y Descubrimiento de Minas que llaman de la Sierra de Pinos gegründete Ort lag nahe der „Silberstraße“ (Camino Real de Tierra Adentro), die von Mexiko-Stadt über Guanajuato nach Zacatecas und weiter Richtung Norden verlief. Interessant ist die Tatsache, dass auch den mit den Spaniern verbündeten Tlaxcalteken hier ein eigenes Siedlungsgebiet zugewiesen wurde. Erst im Jahr 1824 erhielt Pinos die Stadtrechte.

## Sehenswürdigkeiten
- Die wichtigsten Gebäude der Stadt liegen am Hauptplatz (Plaza de Armas).
- Die Kirche San Matías wurde Ende des 17. Jahrhunderts begonnen, doch wurde der Gesamtkomplex niemals vollendet. Die spätbarocke Fassade im Stil des Churriguerismus zählt zu den Hauptattraktionen der Stadt.
- Die Konvent und die zweitürmige Kirche von San Francisco liegen auf der Nordseite des Platzes. Die Kirche beherbergt ein Bildnis des Nuestro Padre Jesús, welches in der Region hoch verehrt wird.